# 1625 en musique classique
| \| • Retour à la chronologie générale de la musique classique • \| |
| Grèce • Rome • Haut Moyen Âge • VIIIe siècle • IXe siècle • Xe siècle • XIe siècle XIIe siècle • XIIIe siècle • XIVe siècle • XVe siècle • XVIe siècle • XVIIe siècle XVIIIe siècle • XIXe siècle • XXe siècle • XXIe siècle |
| • Retour à la chronologie générale de la musique classique • |

| Années en musique classique : 1622 - 1623 - 1624 - 1625 - 1626 - 1627 - 1628    |
| Décennies en musique classique : 1590 - 1600 - 1610 - 1620 - 1630 - 1640 - 1650 |

## Œuvres
- Cantiones sacrae de Heinrich Schütz.
- Piæ Cantiones, édition élargie du recueil finnois de chants en latin médiéval.
- Ghirlanda sacra, édition à Venise de 44 motets d'auteurs italiens et rassemblés par Leonardo Simonetti.

## Naissances

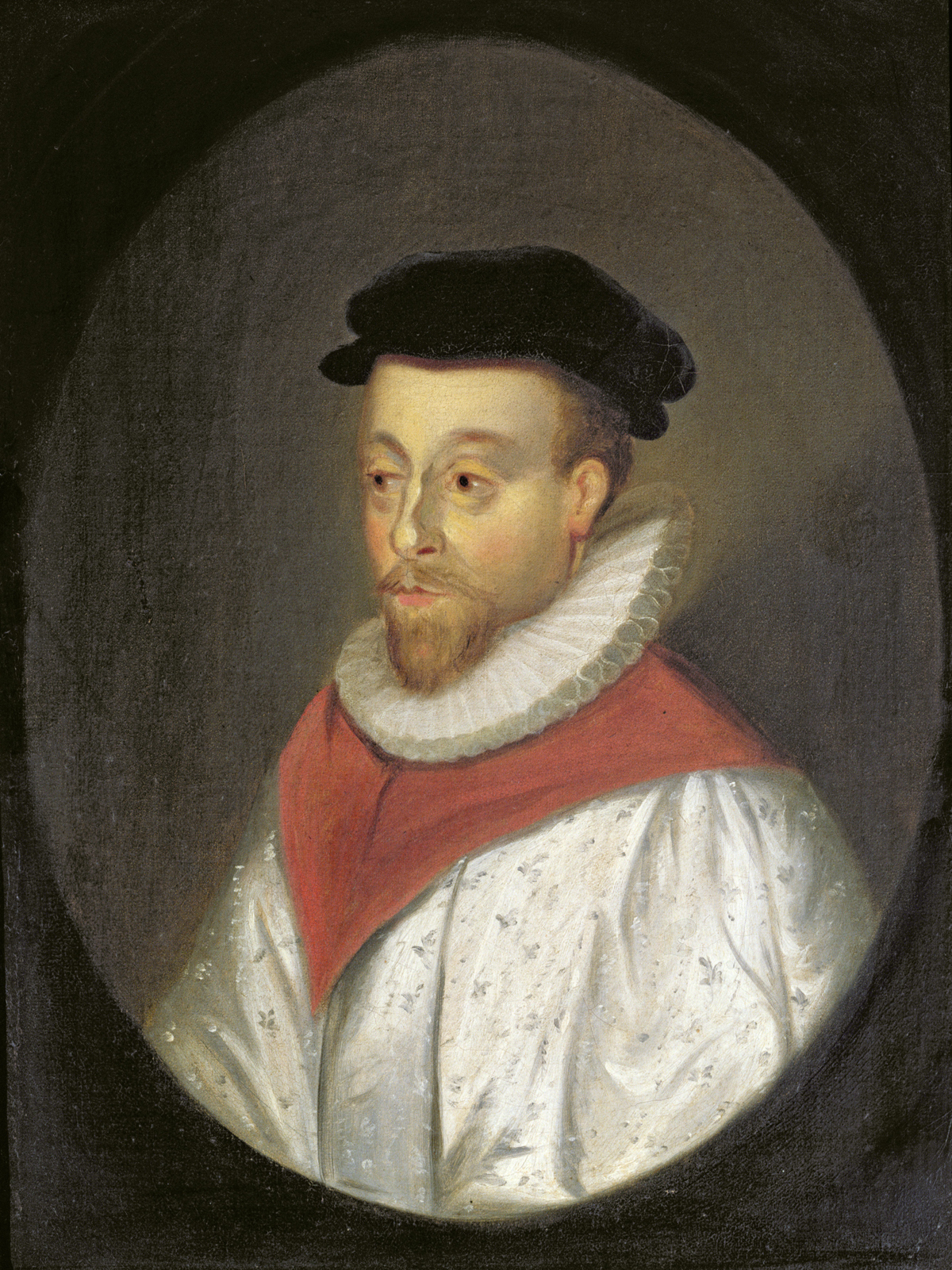
Orlando Gibbons.

- 24 décembre : Johann Rudolph Ahle, compositeur allemand, organiste, théoricien et musicien d'église protestant († 9 juillet 1673).

Vers 1625 :
- Bertrand de Bacilly, compositeur et théoricien français de la musique († 27 septembre 1690).
- Jacques Gallot, luthiste et compositeur français († vers 1690).
- Sébastien Huguenet I, organiste français du XVIIe siècle († avant 1703).

## Décès
- 27 janvier : Adriaen Valerius, poète et compositeur néerlandais (° entre 1570 - 1575).
- 5 juin : Orlando Gibbons, compositeur anglais (bapt. 25 décembre 1583).
- 5 juillet : Corneille Verdonck, compositeur franco-flamand (° 1563).

Date indéterminée :
- Truid Aagesen, compositeur et un organiste danois (° vers 1593).
- Claude Balifre, chanteur haute-contre de la Chambre et de la Chapelle du roi (° vers 1550).
- Enrico Radesca, compositeur et organiste italien (° vers 1570).

Vers 1625 :
- Giovanni Domenico Rognoni Taeggio, organiste et compositeur italien (° dans la seconde moitié du XVIe siècle).